# Alfred von Gescher (Politiker, 1893)
Alfred von Gescher (geboren am 8. Mai 1893 auf Haus Brömerhof bei Obrighoven; gestorben am 10. April 1979 in Haselünne; seit 1. Januar 1900 von Gescher) war von 1933 bis 1939 Landrat des Kreises Monschau und zuletzt Präsident des Landesverwaltungsgerichts Münster.

## Leben

### Herkunft und Ausbildung
Alfred von Gescher wurde 1893 noch als Alfred Gescher geboren. Der Preußische Adelsstand war seinem Vater, dem damaligen Landrat des Kreises Rees (1889–1894) und späteren Königlich Preußisch Regierungspräsident des Regierungsbezirks Münster (1897–1909), Alfred von Gescher am 1. Januar 1900 durch den Preußischen König Wilhelm II. verliehen worden. Seine Mutter war Johanna Lucia Franziska von Gescher, geborene Pfeifer, eine Tochter des Kölner Zuckerfabrikanten Emil Pfeifer.
Nach dem Besuch des (Rats-)Gymnasiums in Münster, von dem er im Jahr 1913 mit Ablegung der Reifeprüfung abging, nahm von Gescher ein Studium der Rechtswissenschaften an den Universitäten in Oxford, München und Münster auf. Unterbrochen durch den Ersten Weltkrieg, an dem er von 1914 bis 1918 als Oberleutnant in einem Kürassierregiment teilnahm und nach dessen Ende er im Januar 1919 als Reserveoffizier geführt wurde, legte er am 10. Juli 1919 die 1. juristischen Staatsprüfung ab. Keine drei Wochen darauf, am 29. Juli, zum Gerichtsreferendar ernannt, setzte er dann seine Ausbildung bei dem Amtsgericht Warendorf fort. Während dieser Phase wurde von Gescher am 2. Februar 1920 an der Königlichen Universität zu Greifswald mit der Arbeit Der Thronverzicht zum Dr. iur. promoviert, was die Ernennung zum Regierungsreferendar am 20. März 1920 nach sich zog. 1922 legte er noch die 2. Staatsprüfung ab und wurde zum Regierungsassessor ernannt. In der Folge fand Alfred von Gescher zunächst auf der Regierung Marienwerder Beschäftigung und wechselte von dort ab März 1923 zur Feststellungsbehörde nach Essen bzw. an die Regierung Düsseldorf. Weitere Stationen waren vom 1. Oktober 1927 bis zum 30. Juni 1928 eine informatorische Beschäftigung bei der Stadtverwaltung Duisburg, im Laufe derer seine Ernennung zum Regierungsrat erfolgte und schließlich die Rückkehr an die Regierung Düsseldorf zum 1. Juli 1928.

### Werdegang
Von Düsseldorf aus wurde von Gescher in der Nachfolge von Max von Stockhausen ab dem 26. März 1933 mit der zunächst vertretungsweisen Verwaltung des Landratsamtes des Kreis Lüdinghausen im Regierungsbezirk Münster beauftragt. Am 26. Juni 1933 noch zum kommissarischen Landrat ernannt, erfolgte jedoch schließlich am 2. Oktober 1933 seine Ablösung und damit verbundene Rückkehr an die Regierung Düsseldorf. Seine Stellung in Lüdinghausen übernahm der Kreisleiter der Nationalsozialistischen Deutschen Arbeiterpartei (NSDAP) Herbert Barthel.
Nach seiner kurzen Landratstätigkeit in Lüdinghausen wurde von Gescher dann am 31. August 1934 kommissarisch mit der Verwaltung des Landratsamtes des Landkreises Monschau beauftragt.  Er folgte dort auf den vormaligen Geilenkircher Kreisleiter Franz Laumen, der zuvor das Monschauer Amt am 18. April 1933 übernahm, dann aber erst 42-jährig zum 7. September 1934 in den einstweiligen Ruhestand versetzt wurde. Von Gescher hingegen erhielt am 28. Januar 1935 die definitive Ernennung zum Landrat des Landkreises Monschau. Doch wurde auch er dort nach nur vier Jahren am 20. Juli 1939 wie zuvor Barthel in den einstweiligen Ruhestand versetzt.
Kaum sechs Wochen vor Beginn des Zweiten Weltkriegs folgte dann am 20. Juli 1939 seine Versetzung in den Wartestand (z.D.) und am 16. August 1939 die Überweisung an die Regierung Minden.  Nach dem Attentat vom 20. Juli 1944 wurde Alfred von Gescher im August 1944 als Arbeiter dienstverpflichtet und zur Beschäftigung einem Rüstungsbetrieb zugewiesen. Nach dieser Zeit kehrte er zurück an die Regierung Münster. Nachdem der erst am 10. März 1945 als Monschauer Landrat offiziell bestätigte Walter Scheibler wegen einer möglichen NSDAP-Vergangenheit nach wenigen Monaten seines Amtes enthoben wurde, gelangte Alfred von Gescher im Juni 1945 nochmals zurück nach Monschau und versah das Amt des Landrats erneut bis zum 28. September 1945.
Seine letzte Dienststation fand Alfred von Gescher mit seiner Ernennung 1949 zum Verwaltungsgerichtsdirektor beim Landesverwaltungsgericht des neu gegründeten Bundeslandes Nordrhein-Westfalen in Münster. Zum 1. Dezember 1954 zum Präsidenten des Landesverwaltungsgerichts ernannt trat er dort am 1. Juni 1961 in den Ruhestand.

## Familie
Der Katholik Alfred von Gescher heiratete am 18. Mai 1920 in Münster Hermenegilde Freiin von Brenken (geboren am 28. März 1896 auf Haus Wohnung im Kreis Ahaus), eine Tochter des Majors Rudolf Freiherr von Brenken und dessen Ehefrau Elfriede Freiin von Brenken, geborene Freiin von Wüllenweber. Alfred und Hermenegilde von Gescher sind auf dem Alten St.-Mauritz-Friedhof in Münster bestattet. Drei Kinder gingen aus ihrer Ehe hervor: Margret, verheiratet mit Alfred-Egon Freiherr von Fürstenberg; Alfred, verheiratet mit Felizitas, geborene Freiin von Perger und Rudolf, verheiratet mit Maria, geborene Didden.